# Kösching
Kösching település Németországban, azon belül Bajorországban. Lakosainak száma 9994 fő (2023. december 31.). Kösching Oberdolling, Altmannstein, Hepberg, Mindelstetten, Lenting és Stammham községekkel határos.

## Népesség
A település népessége az elmúlt években az alábbi módon változott:
| Lakosok száma | 1555 | 3695 | 5335 | 5589 | 9101 | 9326 | 9523 | 9658 | 9705 | 9994 |
|               | 1875 | 1950 | 1970 | 1975 | 2012 | 2014 | 2016 | 2017 | 2021 | 2023 |